# 赤符
赤符（せきふ）は元代、金を号し自立した朱光卿が建てた私年号。1337年旧正月 - 旧7月。

## 西暦・干支との対照表
| 赤符 | 元年   |
| 西暦 | 1337年 |
| 干支 | 丁丑   |